# Йоан Лествичник
Св. Йоан Лествичник (на гръцки: Ιωάννης της Κλίμακος) е византийски духовен писател и светец. Източноправославната църква чества паметта му на 30 март и в четвъртата неделя на Великия пост.

## Животопис
Написаното от монаха Даниил житие на Йоан Лествичник е бедно откъм биографични сведения. Не е известно къде той е роден. Получава високо и всестранно образование – оттам званието му „схоластик“ („учен“). На 16 години приема монашески подстриг и се заселва като отшелник в подножието на планината Синай. След 40-годишен подвиг е избран за игумен на Синайския манастир, където и умира.

## Трудове
Трите запазени произведения на Йоан са „Послание до пастира“, „Писмо до Йоан Раитски“ и „Лествица“ („Стълба“). Първото обяснява отговорностите на духовния отец към поверените му монаси. Второто е кратко писмо до игумена на съседния на Синай Раитски манастир, който поискал Йоан да му изпрати изложение на своя духовен опит. Третото е, собствено, отговор на молбата на раитския игумен. То разглежда християнските добродетели и противоположните им пороци в 30 глави, образуващи „стъпала“, по които душата постепенно възхожда към Бога. Както монаси, така и миряни могат да достигнат спасение по този път. Първото стъпало е „отхвърляне на суетния земен живот“, последното – „любовта, надеждата и вярата“.
„Лествицата“ била широко четена през Средните векове и е известна в голям брой ръкописи. Възможно е първият неин славянски превод да е бил направен в България през Х век. През XIV век тя оказва съществено влияние върху идеите на исихазма.